# Кройдън
Кро̀йдън (на английски: Croydon) е град-сателит и район в южен Лондон и една от 33-те общини, образуващи Голям Лондон. До административната реформа през 1965 г. общината е била част от Графство Съри. Днес Кройдън е най-голямата община на Лондон (с население от 340 хил. души), важен икономически център и един от трите района на града, застроени с високи сгради.

## Личности
Родени
- Сър Дейвид Лийн (1908 – 1991), филмов режисьор
- Кейт Мос (р. 1974), супермодел

Починали
- Норман Ейнджъл (1874 – 1967), писател